# RB FM
A RB FM (Rádio Bebedouro) é uma emissora de rádio brasileira do município de Bebedouro, em São Paulo. Transmite sua programação em 88,3 MHz.

## História
Foi ao ar pela primeira vez em junho de 1946 em fase experimental, operando inicialmente em 1580 kHz. Durante dois meses, transmitia apenas entre as 4 e 6 da manhã para que o Ministério das Comunicações aferisse se a emissora estava operando adequadamente.
Durante este período teve como primeiro locutor Hely Simões, que lia entre uma música e outra a frase: "Esta é a Rádio Bebedouro Sociedade Anônima, de Bebedouro no Estado de São Paulo, transmitindo em caráter experimental na frequência de 1.580 kHz".
Entrou definitivamente no ar em 10 de agosto de 1946, e tempos depois mudou o prefixo ZYG 6 para ZYE 204 e finalmente para ZYK 561, mudando também para a frequência de 690 kHz.
Em 1952 a emissora foi comprada pelos proprietários da Rede Piratininga de Rádio, sendo parte dessa rede até 1967, quando foi adquirida pelo seu primeiro locutor, Hely Simões e sua esposa Eunice Simões.
Dentre seus mais famosos ex-funcionários podem ser citados: Wanderley Ribeiro, narrador esportivo, Paulo Sérgio Beringhs, noticiarista ex-âncora da TV Brasil Central e da TV Serra Dourada, de Goiânia, e Paulinho Boa Pessoa, animador de programas da Rádio Capital de São Paulo.
Por volta do ano de 2005, a emissora foi vendida à família Galvão Moura.
Em 2018, a emissora deixou os 690 kHz e passou a ser transmitida em 88,3 MHz em FM por causa do processo de migração de faixas de frequência. A emissora também passou a assinar como RB FM.